# 이기동 (1856년)
이기동(李基東, 1856년 ~ 1922년)은 조선 말기의 무신이다. 본관은 함안(咸安)이다.
1878년에 무과 급제한 그는 군기시 주부, 사복시 주부, 사복시 선전관, 병조 훈련원 예하 부첨정, 황해도 강령군 군수, 경상도 진주∙충청도 청주∙충청도 공주 감영에서 정3품 영장 등을 거쳐 군기시 시종, 중추원 참의, 법부국 국장, 한성재판소 판사, 법부 협판 및 조선 관군 육군 부령을 지냈고 그 훗날 1896년에 법부 대신 서리 직을 보임 제수된 그는 1898년에 서재필, 이상재, 윤치호 등이 주도한 독립협회에 대항하기 위하여 황국협회의 회장이 되어 독립협회와 대립하였다.
심한 대립 끝에 결국 1899년 독립협회가 해산되었다.
그는 말년에 관직에서 물러난 뒤 고향에 돌아와 여생을 보내다 1922년에 죽었다.